# Історія Маврикію
Маврикій — острівна держава в Індійському океані на кількох островах. Особливістю її історії є те, що на її території не було постійного населення до початку європейської колонізації у XVI столітті.

## Перші згадки
Острів Маврикій та інші Маскаренські острови згадуються на арабських картах 7-8 ст. Маврикій звався Діна Аробі (Срібний острів) а Родрігес — Діна Мозаре (Східний острів). Деякі історики вважають, що про ці острови знали не тільки араби, але задовго до них малайці, індійці і навіть фінікійці. Тим не менше на виданій у 1502 р. в Європі карті світу Кантіно вони мали арабські назви.

## Відкриття європейцями
Першими з європейців острови відвідали португальці. Усі Маскаренські острови були названі на честь Машкареньяша, котрий відкрив Реюньйон, Родригес на честь Родрігеша, Чагос — на честь Чагоша. На Маврикії висадились португальські моряки під командою Домінгу Фернандеша Перейри. Точна дата не встановлена: це або 1507, або 1510, або 1511 р. Португальці дали острову назву «Серне» (Лебідь).

## Голландський період
У 1598 р. на Маврикії висадились голландці під командою генерала Вайбранда Ван Варвіка. Саме вони дали теперішню назву острова на честь стадхаудера (голови держави) Нідерландів — Моріца (Мавріціуса) Оранського. Перше постійне поселення голландці створили 1638 р. Вони вирощували цукрову тростину, тютюн, бавовну, розводили домашню худобу. Для робіт на плантаціях почали завозити рабів, спочатку з Мадагаскару, а потім з узбережжя південної і східної Африки. Раби часто повставали і тікали вглиб острова. Однак їх ловили і карали. У 1695 повсталі спалили фортецю в Гранд-Порті (зараз Маебур). У 1710 голландці покинули острів. Для цього були різні причини — нашестя щурів, які знищили всі посіви, зіткнення з піратами, поширення хвороб, вирубка лісів. Але найголовніше, скоріш за все була неможливість для компанії втримати владу над ним.

## Французький період
У 1715 р. на Маврикії висадились французи з сусіднього о. Реюнюйон та
оголосили його володінням Франції під назвою Іль-де-Франс (Французький острів). Постійне поселення виникло у 1722 р. У 1735 р. адмінцентр острова був перенесений з Гранд-Порту в Порт-Луї. Того року населення острова сягало майже 1 тис. осіб, з яких 200 європейці, решта — раби. З 1735 по 1746 рр. губернатором острова був Мае де Лябурдонне. Він перетворив м.Порт-Луї в центр кораблебудування. Острів служив базою для військово-морських операцій Франції під час війни 1740—1748 рр. Ля Бурдонне переміг англійський гарнізон в Мадрасі. Французи збільшили завіз рабів з Африки. В другій чверті 18 ст. на острові запрацював перший цукрозавод. Вирощувалось також багато інших культур. У 1760 над Іль-де-Франсом пронісся циклон великої руйнівної сили. В 1794 р., коли в колонії дізнались про скасування рабства Конвентом Франції, багаті острів'яни створили незалежний від метрополії уряд під назвою Колоніяльна Асамблея. У 1803 Франція відновила контроль над островом.

## Британський період
В грудні 1810 р. британські війська захопили Іль-де-Франс під час наполеонівських війн. Це було закріплено Паризьким миром 1814. Англійці зробили ставку на вирощування цукрової тростини. У 1835 було остаточно скасоване рабство. Чорношкірі стали вільними. Тому для роботи на плантаціях почали завозити робітників з Індії. У 1866—1868 рр. епідемія малярії забрала життя більше 50 тис. осіб, тобто 1|6 населення острова.
19 грудня 1947 затверджена конституція колонії, згідно якої створена Законодавча рада — перший парламент Маврикію.

## Незалежність
12 березня 1968 р. проголошена незалежність Маврикію в рамках Британської Співдружності. Першим прем'єр-міністром незалежної держави став Сівусагур Рамгулам.
1992 Маврикій проголошений республікою.